# Saint John Flames
I Saint John Flames sono stati una squadra di hockey su ghiaccio dell'American Hockey League con sede nella città di Saint John, nella provincia del Nuovo Brunswick. Nati nel 1993 e sciolti nel 2003, nel corso degli anni sono stati affiliati alla franchigia dei Calgary Flames.

## Storia
I Saint John Flames originariamente adottarono un logo con una fiamma stilizzata gialla e rossa molto simile a quella dei Calgary Flames, con in primo piano un bastone da hockey su ghiaccio e la scritta "FLAMES" in rosso. Nel 1998 il logo fu modificato, e fu adottato un drago rosso mentre sputava delle fiamme arancioni. Questo fu un raro caso di formazione affiliata in AHL con un logo completamente diverso rispetto alla squadra della NHL con lo stesso nome.
I Saint John Flames vinsero il titolo della Calder Cup all'Harbour Station il 28 maggio 2001 contro i Wilkes-Barre/Scranton Penguins, farm team dei Pittsburgh Penguins. I Flames si imposero nella serie finale per 4-2. Nel 1998 avevano già raggiuntole finali, dove tuttavia furono sconfitti dai Philadelphia Phantoms. Con il titolo conquistato nel 2001 i Saint John Flames diventarono la seconda franchigia AHL con sede nel Nuovo Brunswick a vincere il trofeo, dopo i New Brunswick Hawks di Moncton vittoriosi nel 1982 contro i Binghamton Whalers.
La franchigia chiuse le attività nel 2003 e dopo due anni rinacque con il nome di Omaha Ak-Sar-Ben Knights ad Omaha, in Nebraska. Dopo due stagioni si trasferì diventando Quad City Flames, mentre dal 2009 ha assunto la denominazione di Abbotsford Heat, con sede nella Columbia Britannica.

### Affiliazioni
Nel corso della loro storia i Saint John Flames sono stati affiliati alle seguenti franchigie della National Hockey League:
- Calgary Flames: (1993-2003)

## Record stagione per stagione
| Stagione          | Division | Gare | V  | S  | P  | OTL | Punti | GF  | GS  | Piazzamento | Play-off |
| ----------------- | -------- | ---- | -- | -- | -- | --- | ----- | --- | --- | ----------- | --- |
| Saint John Flames |          |      |    |    |    |     |       |     |     |             | |
| 1993-94           | Atlantic | 80   | 37 | 33 | 10 | -   | 84    | 304 | 305 | 2°          | perde 1º turno (Moncton) 3-4 |
| 1994-95           | Atlantic | 80   | 27 | 40 | 13 | -   | 67    | 250 | 286 | 4°          | perde 1º turno (P.E.I.) 1-4 |
| 1995-96           | Atlantic | 80   | 35 | 30 | 11 | 4   | 85    | 272 | 264 | 2°          | vince 1º turno (St. John's) 3-2 vince 2º turno (Fredericton) 4-1 perde semifinali (Portland) 3-4                                  |
| 1996-97           | Canadian | 80   | 28 | 36 | 13 | 3   | 72    | 237 | 299 | 2°          | perde 1º turno (Hamilton) 2-3 |
| 1997-98           | Atlantic | 80   | 43 | 24 | 13 | 0   | 99    | 231 | 201 | 1°          | vince 1º turno (St. John's) 3-1 vince 2º turno (Portland) 4-2 vince semifinali (Hartford) 4-1 perde Calder Cup (Philadelphia) 2-4 |
| 1998-99           | Atlantic | 80   | 31 | 40 | 8  | 1   | 71    | 238 | 296 | 4°          | vince 1º turno (Lowell) 3-0 perde 2º turno (Fredericton) 0-4                                                                      |
| 1999-2000         | Atlantic | 80   | 32 | 32 | 11 | 5   | 80    | 267 | 283 | 2°          | perde 1º turno (Lowell) 0-3 |
| 2000-01           | Canadian | 80   | 44 | 24 | 7  | 5   | 100   | 269 | 210 | 1°          | vince 1º turno (Portland) 3-0 vince 2º turno (Quebec) 4-1 vince semifinali (Providence) 4-1 vince Calder Cup (Wilkes-Barre) 4-2   |
| 2001-02           | Canadian | 80   | 29 | 34 | 13 | 4   | 75    | 182 | 202 | 5°          | |
| 2002-03           | Canadian | 80   | 32 | 41 | 6  | 1   | 71    | 203 | 223 | 4°          | |

## Record della franchigia

### Singola stagione
Gol: 35  Cory Stillman (1993-94)
Assist: 56  Marty Murray (2000-01)
Punti: 86  Mark Freer (1993-1994)
Minuti di penalità: 491  Barry Nieckar (1994-95)
Vittorie: 33  Dwayne Roloson (1995-96)
Media gol subiti: 2.42  Levente Szuper (2001-02)
Parate %: .926  Jean-Sébastien Giguère (1997-98)

### Carriera
Gol: 78  Marty Murray
Assist: 156  Marty Murray
Punti: 234  Marty Murray
Minuti di penalità: 851  Sami Helenius
Vittorie: 58  Dwayne Roloson
Shutout: 8  Levente Szuper
Partite giocate: 272  Sami Helenius

## Palmarès

### Premi di squadra
- Calder Cup: 1

2000-2001
- Richard F. Canning Trophy: 2

1997-1998, 2000-2001
- Sam Pollock Trophy: 2

1997-1998, 2000-2001

### Premi individuali
- Harry "Hap" Holmes Memorial Award: 1

Jean-Sébastien Giguère & Tyler Moss: 1997-1998
- Jack A. Butterfield Trophy: 1

Steve Bégin: 2000-2001
- Louis A. R. Pieri Memorial Award: 1

Bill Stewart: 1997-1998